# Alfonso Andria
Alfonso Andria (ur. 27 maja 1952 w Salerno) – włoski polityk i prawnik, były eurodeputowany i senator.

## Życiorys
Ukończył w 1978 studia prawnicze. Od 1973 do 1995 pracował jako urzędnik, dochodząc do stanowiska dyrektora administracji turystycznej w prowincji Salerno. W latach 1985–1993 zasiadał w radzie miejskiej, w latach 1995–2004 był przewodniczącym rady prowincji. Był członkiem biura związku włoskich rad prowincjonalnych (Unione delle Province d'Italia), przewodniczącym organizacji samorządowych i członkiem Komitetu Regionów (2002–2004).
W wyborach w 2004 uzyskał mandat posła do Parlamentu Europejskiego z ramienia Drzewa Oliwnego (jako kandydat partii Margherita). Był członkiem grupy Porozumienia Liberałów i Demokratów na rzecz Europy, Komisji Rybołówstwa oraz Komisji Rozwoju Regionalnego.
Z PE odszedł w 2008 w związku z wyborem (z ramienia Partii Demokratycznej) w skład Senatu XVI kadencji (do 2013).